# 吐鲁香树
吐鲁香树（西班牙语）是豆科南美槐属的一种乔木，分布于南美洲北部、中美洲和墨西哥。

## 变种

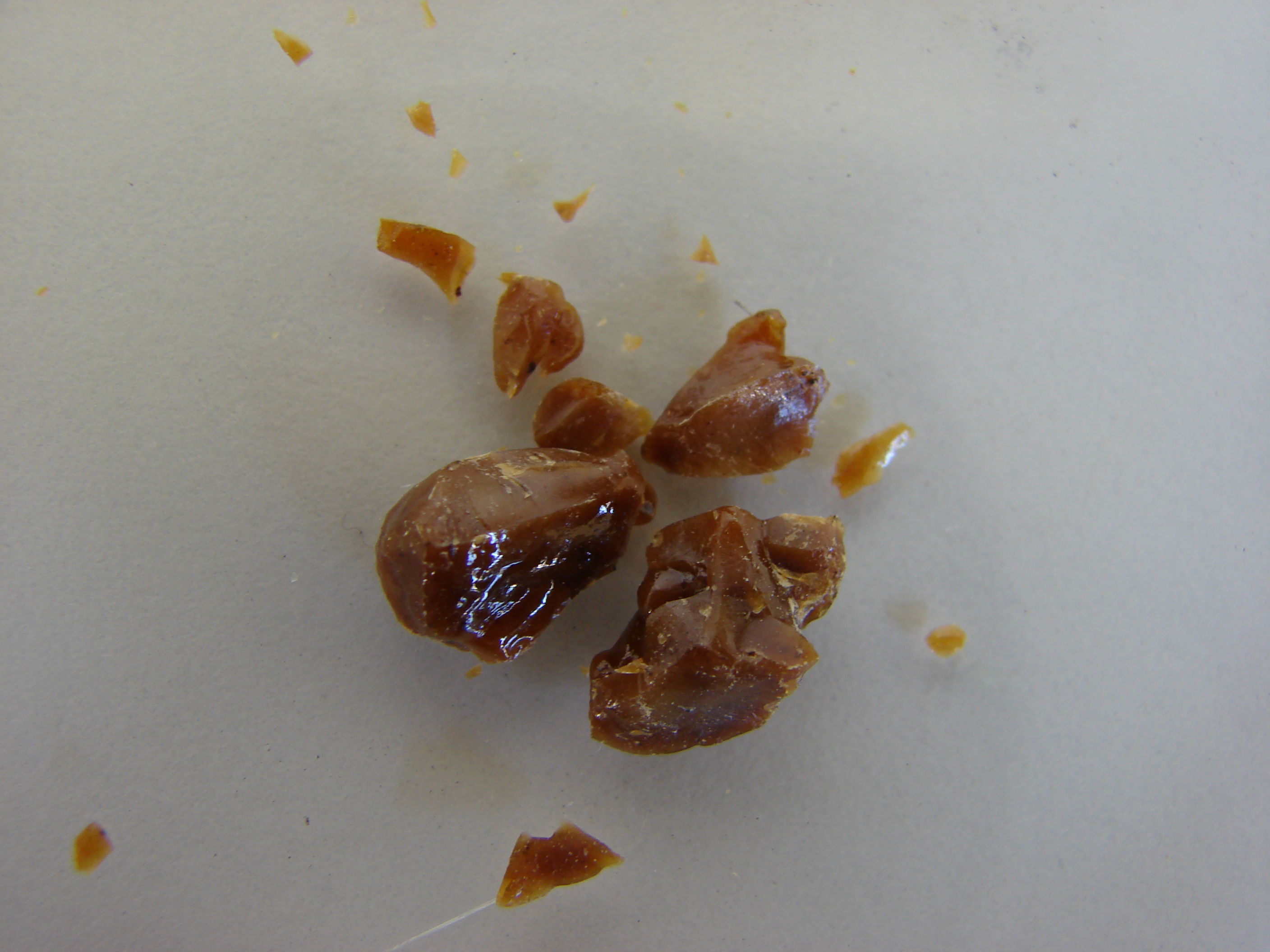
吐鲁香

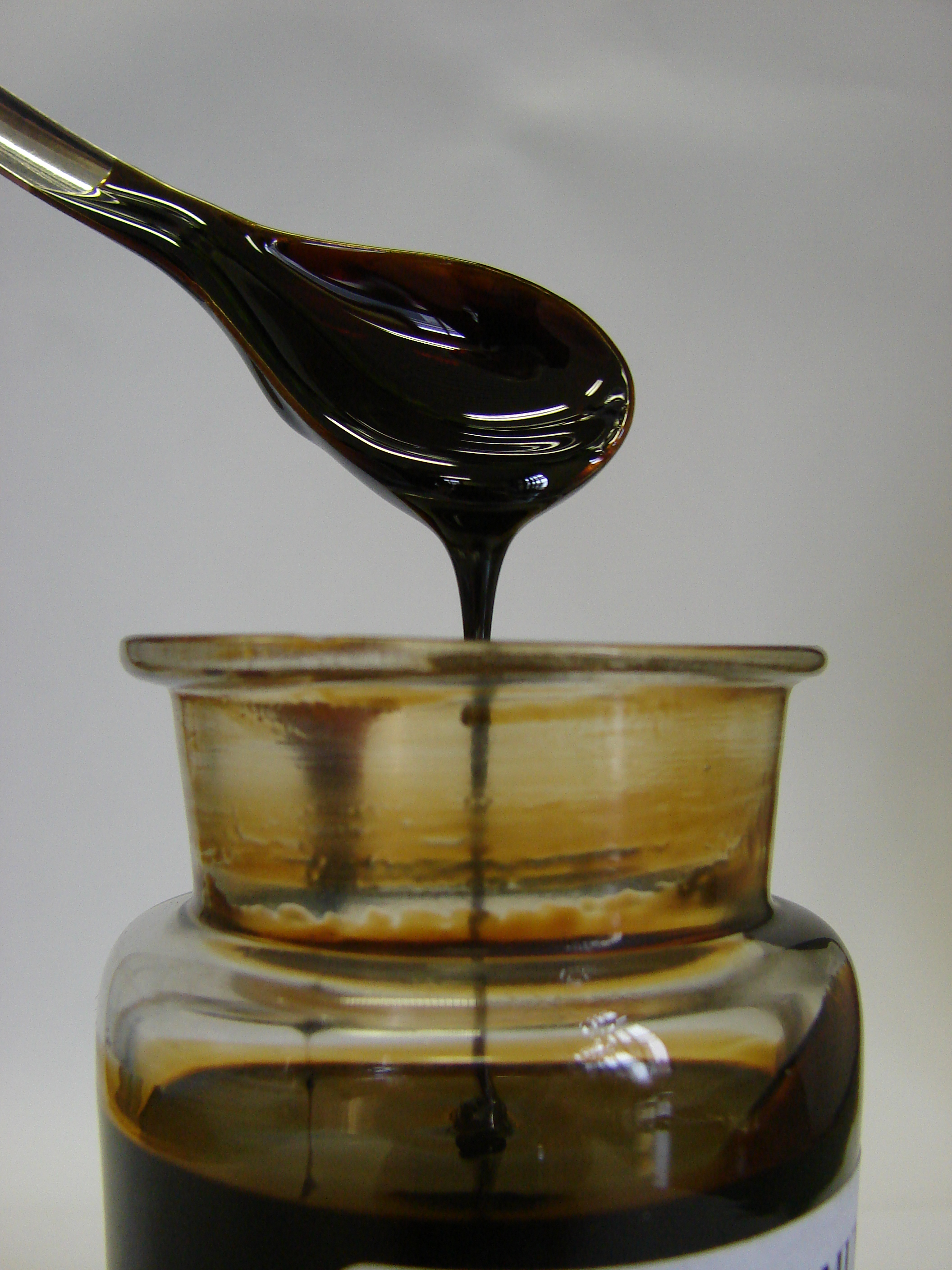
秘鲁香

吐鲁香树可分为以下两个变种，二者都是香脂的重要来源：
- 吐鲁香树原变种（學名：Myroxylon balsamum var. balsamum），又名笃留拔尔撒谟树[4]。其树脂为吐鲁香（拉丁語：Balsamum Tolutanum）。[5]

- 秘鲁香树[2]（學名：Myroxylon balsamum var. pereirae），又名巴尔萨木[6]、巴尔撒木[6]、壁露巴尔撒木[6]、百露拔尔撒谟树[4]。其树脂的提取物为秘鲁香（拉丁語：Balsamum Peruvianum），也叫黑拔尔撒谟（西班牙語：bálsamo negro）。其果实的冷榨产物为白拔尔撒谟（西班牙語：bálsamo blanco），果实在朗姆酒中浸泡则可得巴尔撒米酊（西班牙語：balsamito）。[7]

## 异名
吐鲁香树的异名：
- [8]
- [9]
- [10]
- [11]
- [12]
- [13]
- [1]

秘鲁香树的异名：
- [14]
- [7][15]
- [12]
- [16]
- [13]